# Aleksandr Chadiejew
Aleksandr Chadiejew, Александр Александрович Хадеев (ur. 12 sierpnia?/24 sierpnia 1894 w Petersburgu, zm. 19 lutego 1957 w Leningradzie) – radziecki generał porucznik.

## Życiorys
Urodził się w Petersburgu, w 1915 został powołany do armii carskiej, w 1916 ukończył przyspieszony kurs Władymirskiej Szkoły Wojskowej. Brał udział w I wojnie światowej na Froncie Rumuńskim. Był dowódcą kompanii i osiągnął stopień sztabskapitana.
W 1917 wstąpił do Czerwonej Gwardii, a po powstaniu Armii Czerwonej wszedł w jej skład. W czasie wojny domowej był początkowo dowódcą pułku zapasowego na Froncie Południowo-Zachodnim, a następnie dowódcą szkoły brygadowej w Kronsztadzie. W 1921 roku brał udział w tłumieniu powstania w Kronsztadzie.
Po zakończeniu wojny domowej w 1922 ukończył Wyższą Wojskową Szkołę Pedagogiczną. Następnie był dowódcą plutonu, kompanii, batalionu, pułku i dywizji. W 1929 ukończył strzelecko-taktyczny kurs doskonalący dowódców Armii Czerwonej Wystrieł.
Wziął udział w wojnie radziecko-fińskiej w latach 1939–1940 jako dowódca 138 Dywizji Strzeleckiej. W marcu 1941 roku został dowódcą 40 Korpusu Strzeleckiego w Zakaukaskim OW.
Po ataku Niemiec na ZSRR nadal dowódca 40 Korpusu Strzeleckiego, który stacjonował na granicy ZSRR z Iranem. Na początku sierpnia 1941 na bazie tego korpusu sformowano 44 Armię wchodzącą w skład Zakaukaskiego Okręgu Wojskowego a od 23 sierpnia w skład Frontu Zakaukaskiego. W grudniu 1941 został dowódcą 46 Armii broniącej linii obronnej na głównym grzbiecie Kaukazu.
W kwietniu 1942 ze względu na stan zdrowia zwolniony z funkcji dowódcy 46 Armii, został zastępcą dowódcy Zakaukaskiego Okręgu Wojskowego ds. formowania, a w grudniu 1942 został zastępcą dowódcy tego okręgu. Funkcję tę pełnił do zakończenia II wojny światowej.
Po rozformowaniu w maju 1945 Zakaukaskiego Okręgu Wojskowego został zastępcą dowódcy Tbiliskiego Okręgu Wojskowego powstałego z części rozformowanego okręgu. W grudniu 1945 ze względu na stan zdrowia został przeniesiony do rezerwy, po czym zamieszkał w Leningradzie, gdzie zmarł.

## Awanse
- generał major (4 czerwca 1940)
- generał porucznik (18 maja 1943)

## Odznaczenia
- Order Lenina
- Order Czerwonego Sztandaru (trzykrotnie)
- Order Wojny Ojczyźnianej I klasy